# Norbert Loch

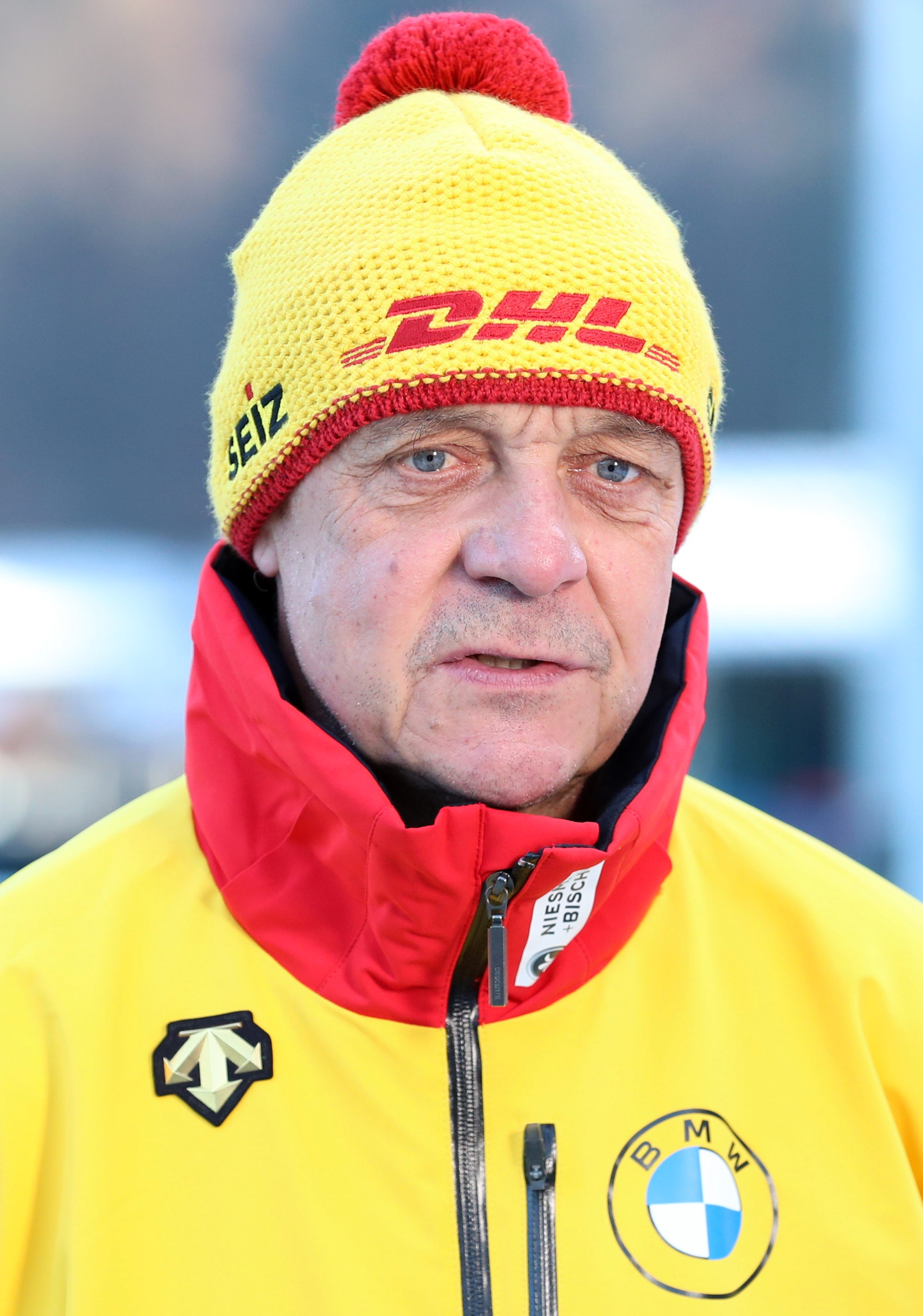
Norbert Loch (2020)

Norbert Loch (* 11. März 1962 in Friedrichroda) ist ein ehemaliger deutscher Rennrodler und Trainer.
Norbert Loch wurde in Friedrichroda, einer der Rennrodelhochburgen der DDR, geboren. Er begann als Jugendlicher auf der Spießbergbahn mit dem Rodelsport. Ausgebildet wurde der Rodler vom ASK Vorwärts Oberhof an der Kinder- und Jugendsportschule (KJS) Oberhof. Seinen größten Erfolg feierte Loch mit der Teilnahme an den Olympischen Winterspielen 1984 in Sarajevo, wo er 13. wurde. Nach den Spielen beendete er seine Karriere als 21-Jähriger und begann ein Trainerstudium an der Deutschen Hochschule für Körperkultur (DHfK) Leipzig. Anschließend wurde er zunächst Nachwuchstrainer in Sonneberg. 
Nach der Wende bekam Loch vom Sportwart des Bayerischen Bob- und Schlittensportverbandes Hans Fritz das Angebot, Landestrainer in Bayern zu werden. Er nahm das Angebot an, zog 1992 nach Berchtesgaden und blieb 17 Jahre lang bayerischer Landestrainer. Zu den von ihm geförderten Athleten gehören unter anderem die Olympiasieger Tobias Wendl, Tobias Arlt, Natalie Geisenberger und sein Sohn Felix.
Von 2008 bis 2024 war er als Rennrodel-Bundestrainer für den Bob- und Schlittenverband für Deutschland tätig. In seiner Amtszeit gewannen deutsche Rodler 22 Olympia- und 97 WM-Medaillen. Sowohl 2014 als auch 2022 gewannen deutsche Athleten alle Goldmedaillen in den olympischen Rodelwettbewerben. Sein Nachfolger wurde Patric Leitner.